# Dinastia Gajapati

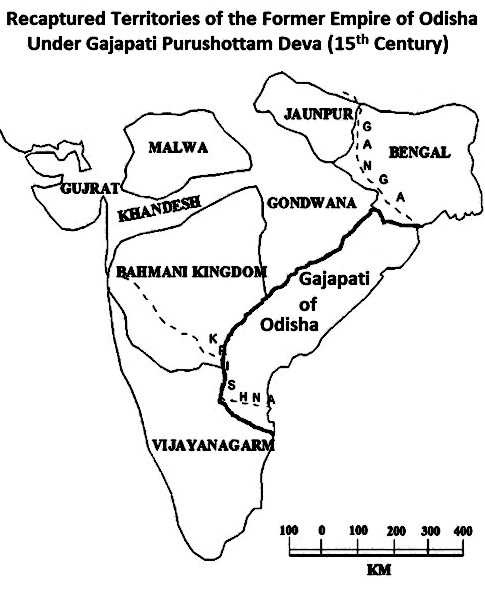
Mapa del territori dominat per la dinastia al segle XV.

El Gajapatis foren una dinastia medieval hindú del subcontinent l'indi subcontinent (ଗଜପତି ସାମ୍ରାଜ୍ୟ୍), que va governar a Kalinga (present Odisha), parts d'Andhra Pradesh, de Telangana i de l'oest de Bengala, i les parts orientals i centrals de Madhya Pradesh i Jharkhand de 1434 a 1541. La dinastia Gajapati es considerava Suryavansha (que vol dir dinastia solar) i va ser establerta per Kapilendra Deva (1434–66) el 1434. Durant el regnat gloriós de Kapilendra Deva, el primer emperador Gajapati, les fronteres de l'imperi de Kalinga-Utkal es van expandir immensament i el rei va agafar el títol de Sri Sri ... (108 vegades) Gajapati Gaudesvara Nava Koti Karnata Kalvargesvara. Aquest títol és encara utilitzat avui dia pels nominals reis gajapatis a Puri durant el festival Ratha Yatra. Els governants significatius d'aquesta dinastia foren Purushottama Deva (1466–1497) i Prataparudra Deva (1497–1540). El darrer governant Kakharua Deva va ser mort per Govinda Vidyadhara el 1541, que va fundar la dinastia Bhoi
"Gaja" (ଗଜ) en Odia significa elefant i "Pati" (ପତି) significa mestre o marit. Com a tal, Gajapati etimològicament significa un rei amb un exèrcit d'elefants.

## Història
La regió coneguda com a Kalinga (moderna Orissa) va ser controlada pels governants odia de la dinastia dels Gangues Orientals del clan (gotra) Vasistha. Els primers Gangues Orientals van governar a Kalinganagara (Mukhalingam prop de Srikakulam, Andhra Pradesh). Van canviar la seva capital a Puri al segle xii. El dirigent religiós Ramanujacharya va tenir una gran influència en el Raja Chodaganga Deva, que va renovar el temple de Puri. Narasimha Deva va construir el Temple de Sol a Konark. Els Gangues van ser succeïts pels Gajapatis. Dos plats de coure dels primers Pal·lava foren trobats al llac Kolleru, esmentant a Gajapati Langula Narasimha Deva, un governant oriya (Odiya Rajulu/Vaddi). Segons la llegenda, el fort Gajapati estava localitzat a Kolleti Kota en una de les illes orientals del llac, el qual va protegir les forces Odia. El general enemic acampava a Chiguru Kota localitzat a les ribes del llac i provava d'excavar un canal en el modern Upputeru, de manera que l'aigua del llac fou buidada a la mar i va permetre l'atac al fort de Gajapati.
El Suryavansi Gajapatis de Odisha, al cim del seu poder al segle xv, governaven sobre un imperi que s'estenia del Ganges al nord prop de Hoogly al Cauvery fins al sud, sota Gajapati Kapilendra Deva. Però al principi del segle xvi els Gajapatis van perdre gran porcions del seu domini al sud enfront de Vijayanagar i Golconda. Aquest període va ser marcat per la influència de Chaitanya Mahaprabhu i per la construcció dels temples de Jaganatha al llarg i ample de l'imperi. Una de les causes de la reducció del militarisme de la població ha estat testificat al Moviment Bhakti iniciat per Sri Chaitanya Mahaprabhu, que va arribar a l'imperi al temps de l'Emperador Prataparudra i es va quedar per 18 anys llargs a Puri. L'emperador Prataparudra estava altament influït per les obres de Chaitanya i va deixar la tradició militar dels emperadors odies. Es va retirar per fer la vida d'un asceta deixant el futur de l'imperi incert. El traïdor Govinda Vidyadhara va veure l'oportunitat d'assassinar els fills de l'emperador i va usurpar el tron ell i evitar la destrucció de l'un cop poderós imperi.

## Contribucions culturals
El seu govern a l'Índia oriental és associada en gran part en el creixement de l'arquitectura i cultura regional. El Sarala Mahabharata per Sarala Dasa, una transcreació de l'original sànscrit va ser escrit durant aquest període. De manera semblant es va escriure la transcreació del Ramayana i del Bhagvata Purana. Constitueixen els millors exemples de l'antiga literatura Odia.

## Governants
1. Kapilendra Deva (1434–70)[1]
2. Purushottama Deva (1470–97)
3. Prataparudra Deva (1497–1540)
4. Kalua Deva (1540–41)
5. Kakharua Deva (1541)